# Читадела
Читадѐла (на италиански: Cittadella; на венециански: Sitadea, Ситадеа) е град и община в Северна Италия, провинция Падуа, регион Венето. Разположен е на 48 m надморска височина. Населението на общината е 20 152 души (към 2015 г.).